# 覆損使
覆損使（ふくそんし）とは、稲の作柄不良の際に、損田の調査にあたった国司のことと推定されている。

## 概要
水旱虫霜などの自然災害により損害が発生すると、『賦役令』により、国司が太政官へ申上することになるが、慶雲3年9月20日の勅令によると、損戸49戸までは国司の実際の検分ですまし、50戸以上になった際に太政官に申告、300戸以上になったら奏聞し、ともに期限は9月30日までに行うと決められていた。国司による上申が行われると、覆損使が派遣されることになり、覆損使の調査により国司の上申が容認されることによって、法にしたがって田租課役の減免が行われ、不正が見出だされれば戸婚律部内旱澇為害条の定めにより処罰される。
『続日本紀』巻第三十二には、宝亀3年（772年）9月に、
とあり、諸道へ覆損使が派遣されている。これは、同年8月の暴風雨による被損について、月読命の祟りと占う一方で、実際のことを調査するための派遣と推定される。この結果、11月の京畿・七道の田租免除を布告する詔になったものと思われる。宝亀5年（774年）9月にも覆損のために天下諸国へ遣使している。この時の遣使はこの年に広範な諸国からの損田の上申があったものと推定されている。
損田は不堪佃田とともに朝廷の重大な関心事であったが、平安時代になると遣使されることは少なくなり、損田の実況を尋ねることがなくなり、一定額を損田として認定する慣行が定着することになった。